# Costituzione Polacca del 1935
La Costituzione Polacca di aprile (in polacco: Ustawa konstytucyjna 23 IV 1935) fu la legge generale approvata dal Sejm (il Parlamento) polacco il 23 aprile 1935. Introdusse in Polonia il sistema presidenziale, con alcuni elementi di autoritarismo.
La Costituzione fu accettata in violazione della precedente Costituzione di Marzo del 1921 e contro le regole del Parlamento, e per questo motivo fu contestata da gran parte dell'opposizione al governo della Sanacja.
È credenza comune che la Costituzione fu scritta apposta per Józef Piłsudski, che era pensato come futuro Presidente della Polonia. Tuttavia, Piłsudski morì poco dopo che la costituzione fu approvata, e la carica fu affidata a Ignacy Mościcki.
La legge introdusse l'idea che lo stato fosse un bene comune dei cittadini. Limitò anche i poteri del Sejm e del Senat, mentre rafforzò l'autorità del Presidente della Polonia. Il Presidente era responsabile della scelta dei membri del governo, a sua volta responsabile di fronte al Parlamento. Il Presidente aveva anche il potere di sciogliere il Parlamento prima della scadenza naturale del mandato, di nominare un terzo dei senatori, il Comandante in Capo dell'Esercito Polacco e l'Ispettore Generale delle Forze Armate. Aveva anche il diritto di emettere decreti e il diritto di veto sulle leggi approvate dal Sejm.
Tra le principali caratteristiche della nuova costituzione vi era il diritto del Presidente a nominare il suo successore in caso di guerra. Questo fu utilizzato come base legale per l'esistenza del governo in esilio della Polonia durante e dopo la seconda guerra mondiale. La Costituzione fu ufficialmente abolita nel 1944 dalle autorità comuniste polacche spinte dai sovietici, che riportarono in vigore la Costituzione di Marzo, introducendo anche molte leggi basate sul sistema stalinista.